# Franz Clement
Répertoire
Concerto pour violon en ré majeur de Beethoven
Franz Joseph Clement, né le 18 novembre 1780 à Vienne où il est mort le 3 novembre 1842, est un violoniste, pianiste et compositeur autrichien, chef d'orchestre au Theater an der Wien et grand ami de Ludwig van Beethoven, qui lui écrivit son concerto pour violon. 
Violoniste talentueux dès son plus jeune âge, il était surtout connu pour son extraordinaire habileté à jouer des œuvres complexes immédiatement après avoir à peine jeté un coup d'œil sur la partition. Il pouvait parfaitement jouer en virtuose et alterner cela avec un petit numéro à sa façon, comme jouer une sonate sur une seule corde avec le violon tête-bêche.
Un critique musical a dit de lui en 1805 : 

« Il n'a certes pas le jeu marqué, audacieux et fort, ni l'archet émouvant, plein de force et de puissance qui caractérisent l'école Rode-Viotti. Au contraire, son jeu est délicat au point d'en être indescriptible, clair et élégant. Il a une tendresse et une précision délicieuses qui lui assurent une place parmi les meilleurs violonistes connus. Mais il a aussi une légèreté toute personnelle qui fait croire qu'il se rie, lorsqu'il joue, des plus incroyables difficultés, avec une sûreté qui ne le déserte jamais un instant. »

Il rencontra Beethoven en 1794, lorsque celui-ci vint l'écouter à Vienne alors qu'il n'avait que 14 ans.
C'est lors d'un concert au profit d'une œuvre charitable au Theater an der Wien, le 7 avril 1805, que Beethoven dirigea pour la première fois sa symphonie Eroica.
Et c'est lors de ce même concert que Clement joua pour la première fois son Concerto pour violon en ré majeur, l'un des six concerti connus.
Clement dirigea ensuite le désormais célèbre concerto pour violon de son ami au concert de charité suivant, donné le 23 décembre 1806. Beethoven y aurait travaillé jusqu'à la dernière minute et Clement l'aurait joué sans répétition.

## Discographie
- Concerto pour violon no 1 en ré majeur — Rachel Barton Pine, violon ; Royal Philharmonic Orchestra, dir. José Serebrier (novembre 2007, Cedille Records CDR 90000 106)[2] (OCLC 822978999) — avec le Concerto pour violon en ré majeur, op. 61 de Ludwig van Beethoven.
- Concerto pour violon no 1 en ré majeur, Concerto pour violon no 2 en ré mineur* — Mirijam Contzen, violon ; Orchestre symphonique de la WDR, dir. Reinhard Goebel (12 octobre 2018* et 17-21 juin 2019, Sony G010004184104E) (OCLC 1192374822)